# Basilique Notre-Dame-de-la-Victoire de Lackawanna
Cette  basilique n’est pas la seule basilique Notre-Dame-de-la-Victoire.
La basilique Notre-Dame-de-la-Victoire est une église située dans la city de Lackawanna, dans l’État de New York aux États-Unis, que l’Église catholique rattache au diocèse de Buffalo. Le pape Pie XI l’a déclaré basilique mineure le 14 juillet 1926, et la Conférence des évêques catholiques des États-Unis l’a désigné sanctuaire national.

## Historique
L’église de la paroisse Saint-Patrick est endommagée en 1916 par un incendie. Le prêtre Nelson Baker décide de n’y faire que des réparations mineures, préparant la construction d’un plus grand sanctuaire. L’église est finalement détruite pour laisser la place après une dernière messe le 7 mai 1921.
Le nouvel édifice est achevé fin 1925, et consacré le 25 mai 1926. La même année, le pape Pie XI déclare l’église basilique mineure, le 14 juillet.